# Lygodactylus williamsi
Lygodactylus williamsi är en ödleart som beskrevs av  Arthur Loveridge 1952. Lygodactylus williamsi ingår i släktet Lygodactylus och familjen geckoödlor. IUCN kategoriserar arten globalt som akut hotad. Inga underarter finns listade i Catalogue of Life.
Ödlan är liten, ca 5-6 cm lång, och lätt att känna igen. Den har en stark blå färg och är gul på undersidan. Honorna är allt mellan grönaktiga och brunaktiga, beroende på individ och ljus. Unga hanar kan ha den grönbruna färg som kännetecknar honorna.